# Alf Mintzel (Fußballspieler)
Alf Mintzel (* 21. Dezember 1981 in Würzburg) ist ein ehemaliger deutscher Profi-Fußballspieler, der als Amateur bei der SG Walluf aktiv ist. Darüber hinaus ist er im Marketingbereich des SV Wehen Wiesbaden angestellt.

## Karriere
Mintzel spielte in seiner unterfränkischen Heimat in Rimpar und beim Würzburger FV und wurde 2003 vom Zweitligisten Greuther Fürth unter Vertrag genommen. Dort kam er nicht nur in der zweiten, sondern auch fünfmal in der ersten Mannschaft zum Einsatz, ging aber trotzdem nach dem einen Jahr eine Klasse tiefer zum mittelfränkischen Nachbarn 1. SC Feucht in die Regionalliga, bei dem der Linksaußen sich in der Mannschaft als Stammspieler etablierte.
In der Winterpause bekam er ein Angebot von Kickers Offenbach. Mit den Hessen stieg er 2005 in die 2. Bundesliga auf und gehörte in den folgenden beiden Jahren zum Zweitligakader. Als Ergänzungsspieler kam er dabei in jeder Saison zu jeweils 15 Einsätzen. Von 2007 bis 2010 spielte Mintzel in der 3. Liga beim SV Sandhausen. Zur Saison 2010/11 wechselte er zum Ligakonkurrenten SV Wehen Wiesbaden, bei dem er einen Vertrag bis zum 30. Juni 2012 unterzeichnete, den er später bis 2017 verlängerte. Am 14. Mai 2016 sicherte Mintzel mit seinem Tor zum 3:1 in der Nachspielzeit des letzten Saisonspiels gegen die zweite Mannschaft des VfB Stuttgart den Verbleib Wiesbadens in der 3. Liga. Im April 2017 wurde sein Vertrag beim SV Wehen Wiesbaden um ein weiteres Jahr verlängert, weiters sollte er auch nach der aktiven Karriere im Verein eingebunden werden.
In der Saison 2017/18 absolvierte er beim 1:2 gegen den 1. FC Magdeburg sein 300. Spiel in der 3. Liga und war damit nach Tim Danneberg der zweite Spieler, der diese Marke erreichte.
Nach dem Aufstieg in die 2. Bundesliga mit dem SV Wehen Wiesbaden beendete Mintzel im Frühjahr 2019 seine aktive Profikarriere. Er hatte 325 Drittligaspiele absolviert, davon 272 für die Hessen.

## Nach der aktiven Karriere
Nach dem Ende seiner Profikarriere ist Mintzel im Marketingbereich des SV Wehen Wiesbaden tätig und spielte als Amateur beim Wiesbadener Gruppenligisten SG Walluf. 2021 wechselte er in die Kreisliga A zum TGSV Holzhausen, mit dem er 2023, wie bereits 2020 mit der SG Walluf, den Kreispokal im Rheingau-Taunus-Kreis gewinnen konnte.
Ende April 2024 wurde Mintzel bis zum Ende der Saison 2023/24 interimsweise Co-Trainer bei der Zweitligamannschaft des SV Wehen Wiesbaden. Der Verein hatte sich zuvor von seinem Cheftrainer Markus Kauczinski getrennt und den Co-Trainer Nils Döring zum Interimstrainer berufen.

## Erfolge
Kickers Offenbach
- Aufstieg in die 2. Bundesliga: 2005

SV Wehen Wiesbaden
- Hessenpokalsieger 2011 und 2017
- Aufstieg in die 2. Bundesliga: 2019

SG Walluf
- Aufstieg in die Verbandsliga Hessen Mitte 2020
- Kreispokalsieger Rheingau-Taunus-Kreis 2020

TGSV Holzhausen
- Kreispokalsieger Rheingau-Taunus-Kreis 2023

## Trivia
Er ist der Neffe des gleichnamigen Soziologen und Politologen.